# Zásadka
Zásadka je malá vesnice v okrese Mladá Boleslav, je součástí obce Boseň. Nachází se asi 1,5 kilometru severně od Bosně. Vesnicí protéká Veselka.

## Historie
První písemná zmínka o vesnici pochází z roku 1400.